# شهرستان نخایفسکی
شهرستان نخایفسکی (به لاتین: Nekhayevsky District) یک شهرستان در روسیه است که در استان ولگوگراد واقع شده‌است.